# Maria Kuwatsu
Maria Kuwatsu, gr. Μαρία Κουβάτσου (ur. 2 listopada 1979 w Atenach) – grecka szachistka, arcymistrzyni od 2000 roku.

## Kariera szachowa
Wielokrotnie zdobywała medale mistrzostw Grecji juniorek w różnych kategoriach wiekowych (m.in. złote w latach 1992 i 1994 – do 16 lat – oraz 1995, 1996 i 1999 – do 20 lat). W latach 1993–1999 reprezentowała swój kraj na mistrzostwach świata i Europy juniorek w różnych kategoriach wiekowych, największy sukces odnosząc w 1999 r. w Erywaniu, gdzie zdobyła tytuł mistrzyni świata do 20 lat. W 1998 r. zdobyła srebrny, a w 2000 r. – złoty medal indywidualnych mistrzostw Grecji. W grudniu 2001 r. uczestniczyła w rozegranym w Moskwie pucharowym turnieju o mistrzostwo świata, w I rundzie przegrywając z Nataša Bojković. W 2002 r. w kolejnym finale mistrzostw kraju zajęła II miejsce (za Aną-Marią Botsari).
Pomiędzy 1998 a 2002 r, trzykrotnie brała udział w szachowych olimpiadach, natomiast w 2001 r. – na drużynowych mistrzostwach Europy.
Najwyższy ranking w dotychczasowej karierze osiągnęła 1 lipca 2003 r., z wynikiem 2235 punktów zajmowała wówczas czwarte miejsce wśród greckich szachistek.